# Bukavu
Bukavu (anteriorment amb els noms oficials de: Costermansville (en francès) i de Costermansstad (en neerlandès)) és una ciutat de la part oriental de la República Democràtica del Congo (DRC), es troba al sud-oest del Llac Kivu, a l'oest de Cyangugu (a Ruanda), i separada d'ella pel riu Ruzizi. És la capital de la província de Kivu del Sud i el 2012 tenia uns 806.940 habitants.

## Història

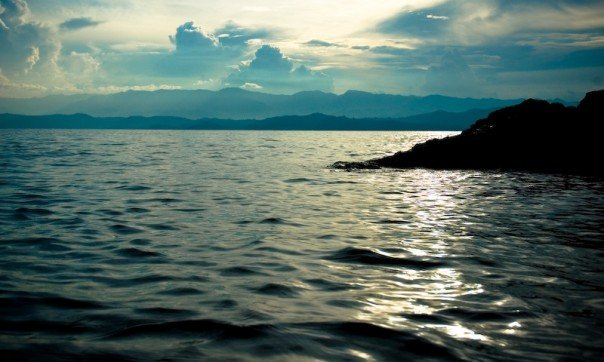
Llac Kivu, des de Bukavu

Bukavu formà part de l'antic Regne Bushi. Estava governada per un “Muluzi” Nyalukemba, quan hi arribaren els primers àrabs i també els primers europeus, al final del segle xix. (“Muluzi” o “Baluzi” en plural significa « noblesa a Shi. És equivalent a Watutsi o Tutsi a Kinyarwanda. Bukavu es va fundar l'any 1901 per les autoritats colonials belgues i s'anomenava "Costermansville" o "Costermansstad" fins a l'any 1954, el seu clima subtropical la feia atractiva pels colonitzadors europeus (el Llac Kivu és a 1.500 m d'altitud) i els turons de la ciutat arriben als 2.000 m d'altitud. El creixement demogràfic de la ciutat de Goma va fer que Kivu perdés el seu estatus de centre administratiu de tota la regió de Kivu. 2
A conseqüència del Genocidi de Ruanda, molts refugiats Hutu s'hi establiren.

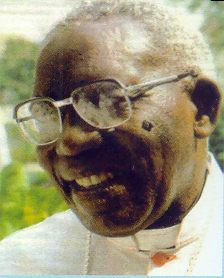
Arquebisbe de Bukavu, Christopher Munzihirwa, assassinat el 1996

## Aeroport
Kavumu Airport (ICAO code:FZMA, IATA code: BKY) situat a 30 km al nord de Bukavu per a vols nacionals.

## Hospital

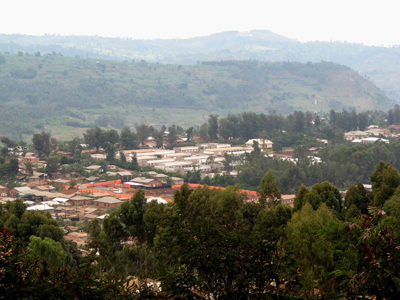
223.991x223.991px

A Bukavu hi ha el Panzi Hospital, pertanyent a l'Església Evangèlica i l'hospital catòlic 
La fàbrica farmacèutica Pharmakina produeix quinina contra la malària i el medicament genèric contra la SIDA anomenat Afri-vir. Amb 740 empleats i uns 1000 treballadors autònoms, Pharmakina és la major empresa de la ciutat..

## Clima
El sistema de Köppen de classificació per aquesta ciutat és Aw (tropical amb estació seca i estació humida). La seva temperatura mitjana anual és de 19,9 °C (amb molt poca variació en tots els mesos de l'any) i la pluviometria anual és de 1.391 litrs amb l'estació seca de juny a agost

## Fills il·lustres
- Denis Mukwege (1955 -) ginecòleg, Premi Nobel de la Pau de l'any 2018.